# Кармания (спомагателен крайцер, 1905)
Кармания (на английски: RMS Carmania) е британски океански лайнер, на компанията Кунард Лайн (на английски: Cunard Steamship Line Shipping Company) служил в годините на Първата световна война като спомагателен крайцер на Британския Кралски флот. На 14 септември 1914 г., при остров Триндади, „Кармания“ влиза в бой с немския спомагателен крайцер „Кап Трафалгар“ (SMS Cap Trafalgar) и печели победата в първия бой между съдове от подобен тип.

## История на създаването и конструкция
През 1897 г. немския океански лайнер „Кайзер Вилхелм дер Гросе“ (на немски: SS Kaiser Wilhelm der Große) завоюва „Синята лента на Атлантика“. В лицето на изострящите се противоречия между Британската империя и Германия и наложения образ на Британия, като „Владетелка на моретата“, рекордът на немския лайнер е възприет с тревога както от параходните компании, осъществяващи трансатлантически рейсове, така и от правителството (в частност Адмиралтейството), което освен опасността за международния престиж на Великобритания вижда и друга – като потенциалната възможност за използване на бързоходните немски лайнери като спомагателни крайцери-рейдери. Три години по-късно „Синята лента“ преминава към друг немски лайнер – „Дойчланд“ (на немски: Deutschland), което само усилва тревогата на Британия. Следва да се отбележи, че подозренията на Адмиралтейството се оправдават – с началото на Първата световна война много от немските пътнически лайнери, в т.ч. и споменатия „Кайзер Вилхелм дер Гросе“, стават рейдери.
В това време „Кунард Лайн“ изпитва определени финансови затруднения, затова правителството на Великобритания е готово да отдели субсидия в размер на £2,6 млн. за предложението на главата на компанията лорд Айвърклайд да се построят два нови лайнера – бъдещите „Лузитания“ и „Мавритания“. Основна сложност на проекта става това, че парните машини не могат да осигурят необходимата скорост, а в същото време парните турбини не са изпробвани за такава употреба. Затова „Кунард Лайн“ прави своеобразен експеримент – построява два достатъчно големи еднакви двукоминни лайнера, но единият от тях е снабден с парни машини (това става „RMS Caronia“), а другият – с парните турбини на „Парсънс“. Този лайнер получава името „Кармания“. За да се подсигури експеримента и двата кораба са строени от една корабостроителница.
Именно „Кармания“ доказва целесъобразността за използване на парните турбини за големите пътнически кораби и последващите кунардовски лайнери вече се задвижват с турбини.
„Кармания“ отплава за своя първи трансатлантически рейс на 2 декември 1905 г., под командването на капитан Джон Притчард. Лайнерът е задържан от атлантическите зимни щормове, неговото пътешествие отнема примерно 7 дни 9 часа и 30 минути.

## „Кармания“ преди Първата световна война
„Кармания“ и нейната сестра „Карония“ обслужват пътническата линия Ливърпул – Куинстаун – Ню Йорк. „Кармания“ служи без инциденти до юли 1910 г., когато на кораба, стоящ в доковете на Ливърпул избухва голям пожар.
През 1913 г. „Кармания“ участва в спасяването на пътниците и екипажа на пътническия кораб „Волтурно“ (SS Volturno) на компанията Canadian Northern Steamship Co.Ltd. „Волтурно“ е зафрахтован от Uranium Steamship Co. и превозва емигранти и товар по линията Ротердам – Ню Йорк. В този рейс той има 564 пътника на борда – в голямата си част емигранти от Полша, Сърбия, Румъния и Русия и вози товар с оксид на бария, 360 бъчви с нефт, 127 бъчви и 287 стъклени съда с химикали, 1189 кипа с торфен мъх, кипове с юта, машинно масло, тара от рогозки, коноп, джин. На 9 октомври 1913 г. в 6:50 по Гринуйч на кораба е открит пожар. „Кармания“, намиращ се на 79 морски мили от мястото на катастрофата, пристига на мястото на крушение първи, но силния щорм (9 бала) и 10-метровите вълни пречат за спасяване на пътниците. Резултатът – „Кармания“ успява да спаси само един пътник, независимо от енергичните си действия. В това време, във връзка с това, че радиорубката на „Волтурно“ е унищожена по време на пожара, действията на „Кармания“ помагат при координацията на спасителната операция. Най-много пътници спасяват параходите Grosser Kurfürst (86 пътника и 17 члена на екипажа) на компанията Norddeutscher Lloyd,
„Цар“ (97 пътника и 5 члена на екипажа) на Руското Източноазиатско параходство и белгийския Kroonland (90 души) на компанията Red Star Line. В спасяването участва и парахода Devonian (59 души) на компанията Leyland Line, пакетботите Seydlitz (46 души) на компанията Norddeutscher Lloyd и френския La Tourraine на компанията Compagnie Générale Transatlantique, а също параходите Minneapolis (30 души) на компанията Atlantic Transport Line, Rappahannock на компанията Furness Line, Asian на Leyland Line. Неоценима помощ в спасяването оказва пристигналия на мястото на корабокрушението танкер Narrangansett на компанията Anglo-American Oil Co. под командването на капитан Харууд. Изливайки в морето 30 тона негорящо смазочно масло той успокоява вълнението и прави възможно продължаването на спасителните работи.

## Спомагателен крайцер от флота на Негово Величество
С началото на Първата световна война лайнерът е реквизиран от Адмиралтейството. В този момент лайнерът се връща от Ню Йорк, затова, за да го посрещне и ескортира, насреща му е изпратен крайцерът „Дрейк“ (HMS Drake). На 7 август 1914 г. „Кармания“ пристига в Ливърпул и е изпратен за преоборудване. От него са свалени мебелите и украсите на каютите, а също, според възможностите, другите пожароопасни материали. Назначен е нов командир – капитан 1-ви ранг Ноел Грант, а бившият капитан на „Кармания“, Джеймс Бар, става негов старши помощник. В екипажа влизат артилеристи, на палубата са постанени 8 оръдия калибър 120 mm „Кармания“ става спомагателен крайцер на Негово Величество. Отначало „Кармания“ е приписан към състава на Северния патрул, осъществяващ блокадата на Германия и действащ между Шотландия и Норвегия. Спомагателните крайцери имат добра мореходност за непростите условия на Северно море.
„Кармания“ кратко остава в Северно море – той е изпратен към Бермудските острови, където и пристига на 23 август, и получава заповед да постъпи в разпореждане на адмирал Кредок.
Скоростта над 18 възела и нелошото въоръжение на „Кармания“ позволяват на адмирал Кредок да го изпрати на лов за немски въглевози, които служат за снабдителни съдове на леките крайцери „Дрезден“ и „Карлсруе“ и спомагателните крайцери на Германия в този район на океана. По данни на разузнаването, много от тях се намират в Бразилски портове.
На 14 септември 1914 г. „Кармания“ доближава бразилския остров Триндади. Капитан Ноел Грант забелязва, че в един от неговите заливи става претоварване на въглища от два малки въглевоза на голям двукоминен пътнически лайнер. Той, макар и боядисан в цветовете на британската параходна компания Union Castle, се оказва немския спомагателен крайцер „Кап Трафалгар“ (SMS Cap Trafalgar), който решава да приеме боя.
Към 12.10 разстоянието между съдовете намалява до 40 кабелтови, което позволява на артилеристите на „Кармания“ да започнат пристрелката, „Кап Трафалгар“ отвръща със същото.
„Кармания“ получава 79 попадения, от огъня на противника е унищожен мостикът. Загиват 9 души от екипажа, 27 са ранени. Скоростта на „Кармания“ пада до 16 възела и „Кап Трафалгар“ к 13.30 излиза изпод обстрела, имайки преимущество в хода. Но неговите повреди са също много големи – не по-малко от пет пробойни под водолинията, множество пожари в носовата и кърмовата част, силен крен на десния борд. Капитанът на „Кап Трафалгар“ се опитва да изхвърли кораба на плитчина, но примерно след 20 минути лайнерът започва да наклонява, ляга на борд и потъва под водата с носа напред. Лайнерът потъва в точка с координати 20°10' с.ш., 29° 51' з.д. По някои данни, за ускоряване на потъването е допълнително взривен от екипажа.
Боят от една страна показва възможността да се използват спомагателни крайцери против равни или по-слаби противници, но потвърждава високата им уязвимост от артилерийския огън.

Узнавайки за победата на „Кармания“, Уинстън Чърчил, тогава Първи Лорд на Адмиралтейството, изпраща на Ноел Грант радиограма с текст: 
| „ | Well done. You have fought a fine action to a successful finish. | “ |

С тежки повреди „Кармания“ е изпратен в Гибралтар за ремонт, поради което лайнерът не участва нито в сражението при Коронел, нито в сражението при Фолклендите.
През 1916 г. „Кармания“ оказва помощ за операциите в Галиполи, а по-късно е преоборудван на войскови транспорт и превозва канадските войски на европейския театър на военните действия.
През ноември същата година „Кармания“ се връща към трансатлантическите рейсове. За защита от подводни лодки са допълнително поставени апарати за създаване на димна завеса и шестдюймово оръдие. През 1919 г. „Кармания“ се използва за репатриация на канадските военни.

## Следвоенна кариера
В началото на 1920-те години скоростта на „Кармания“ и „Карония“ вече не е достатъчна за привличането на пътници за трансатлантическите рейсове. По тази причина тези лайнери, а също и още два среднотонажни лайнера на компанията – „Албания“ и „Саксония“ са преоборудвани отначало на т.нар. „каютни“ лайнери, предназначени за превоз на пътници с висок комфорт, но за умерена цена. Също корабите се използват, като круизни за извършване на зимни круизи от Ню Йорк в Хавана, по Карибските острови и по Средиземно море.
На 22 март 1924 г. „Кармания“ засяда в плитчина в устието на река Мерсей и е принуден да изпрати радиограма, след като не е състояния да излезе от там самостоятелно. На борда няма пътници, тъй като лайнерът плава от Ливърпул след преоборудване.
На 5 април 1925 г. „Кармания“ получава незначителни повреди при сблъсък с пристана в залива на Ливърпул. Никой от пътниците не е пострадал.
През 1931 г., поради конкуренцията от страна на по-съвременните лайнери и последствията от световната икономическа криза, „Кармания“ е извадена от експлоатация, а по-късно е продаден на компанията Hughes Bocklow & Co. и година по-късно е предаден за скрап.

## Коментари
1. ↑  Префикс (от на английски: Royal Mail Ship – Кралски пощенски кораб), приет във Великобритания през 1840 г. за обозначаване на съдовете, имащи договор с Британската кралска поща.
2. ↑  Префиксът „SMS“ е от на немски: Seiner Majestat Schiff (Кораб на Негово Величество).